# Diaspora serbe
L'expression diaspora serbe peut désigner :
- Historiquement, l'aire de répartition des Serbes (14 millions au total) dans les pays anciennement yougoslaves voisins de la Serbie (notamment la république serbe de Bosnie, la Croatie et le Monténégro) où vivent 2 millions de Serbes contre 8 millions en Serbie  ;
- Démographiquement, les 4 millions de Serbes dispersés par l'émigration à travers le monde hors de l'ex-Yougoslavie.

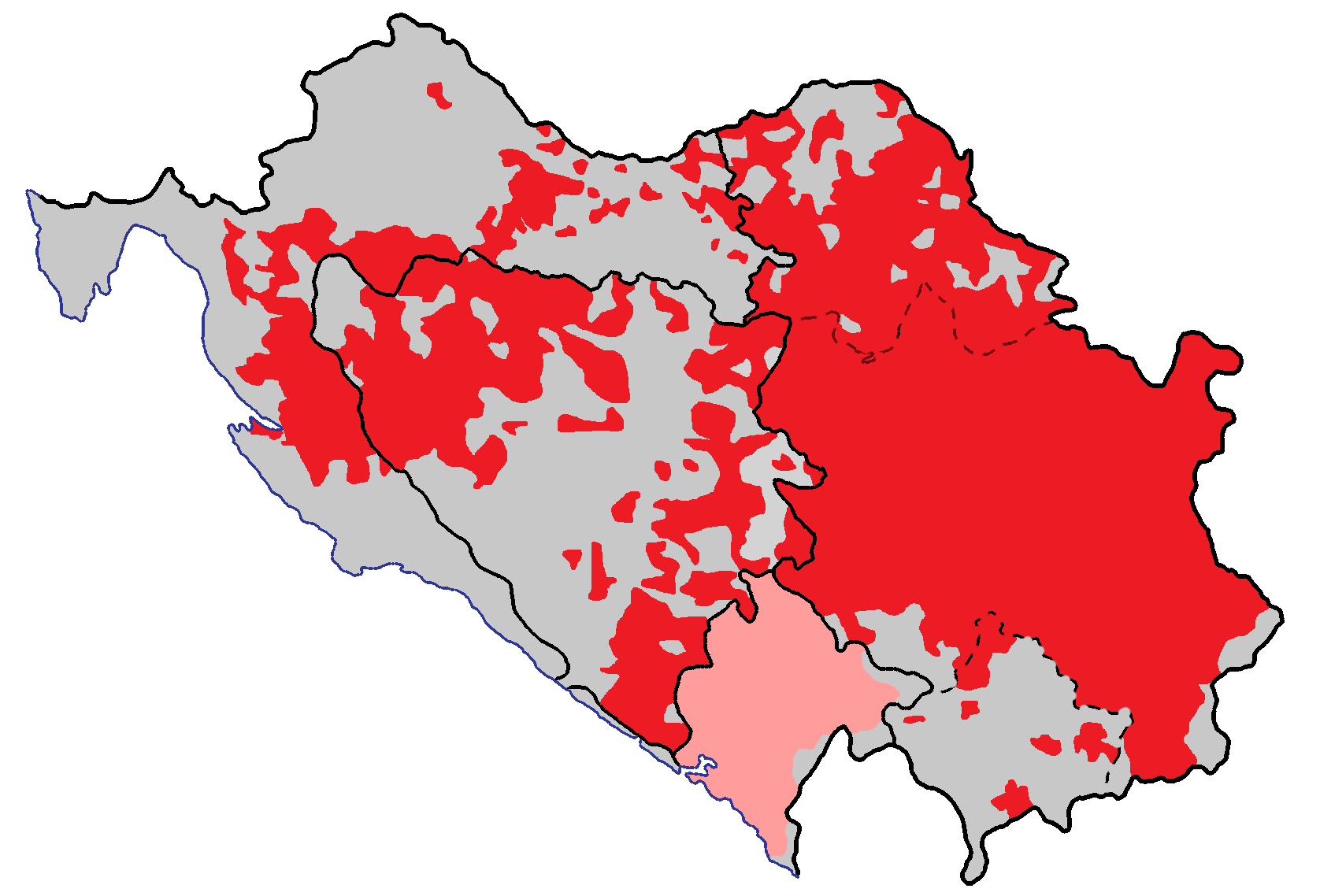
En rouge l'aire de répartition des Serbes en Croatie, Bosnie-Herzégovine et Serbie (Voïvodine au nord et Kosovo au sud inclus) selon le recensement de 1981 ; en rose le Monténégro dont certains habitants se déclarent « Serbes », d'autres « Monténégrins », et d'autres encore « Monténégrins de langue serbe ».

## Histoire
Historiquement, l'aire de répartition des Serbes dans les pays anciennement yougoslaves remonte au VIIe siècle et a constamment varié dans le temps, au fil des conquêtes et des occupations des royaumes slaves locaux et des Empires voisins (byzantin, turc, autrichien…) qui ont tantôt chassé et persécuté, tantôt fait venir et installé des populations serbes selon leurs intérêts (par exemple dans les kraïnas et les banats serbes de Hongrie médiévale ou dans les  Confins militaires autrichiens pour garder la frontière avec l'Empire ottoman). 
Démographiquement, on distingue communément cinq vagues d'émigration :
1. Une première pour des raisons économiques entre 1800 et 1941 avant la Seconde Guerre mondiale, principalement à destination des États-Unis, du Canada, de l'Australie, de la Nouvelle-Zélande et de l'Amérique du Sud (particulièrement le Chili et l'Argentine) où ces émigrés ont fait souche ;
2. Une deuxième résulte de la persécution ciblée des Serbes pendant l'occupation de la Yougoslavie lors de la Seconde Guerre mondiale puis de la persécution ciblée en Yougoslavie communiste, entre 1945 et 1960, des Serbes non-communistes (fuyant vers l'Occident) et des serbes communistes mais opposés au régime titiste (fuyant vers les autres pays communistes) : la plupart de ces exilés politiques ne sont pas revenus au pays ;
3. La troisième vague rendue possible par la volonté du régime titiste, à partir de 1960, de s'ouvrir sur l'extérieur sur les plans à la fois économique, politique et culturel, en autorisant les yougoslaves à émigrer, contribuant ainsi à diminuer les tensions dans le pays et à faire rentrer des devises. Comme les autres peuples yougoslaves, les Serbes se rendent alors à l'étranger comme travailleurs temporaires, « travailleurs invités » ou « résidents étrangers » entre 1960 et 1989, principalement vers des pays d'Europe centrale et occidentale : Autriche, Belgique, Danemark, France, Allemagne, Grèce, Italie, Pays-Bas, Suède et Royaume-Uni. Une proportion importante de ces Serbes retourne en Yougoslavie dans les années 1980, après avoir capitalisé ;
4. La quatrième vague migratoire est due aux guerres de Yougoslavie entre 1990 et 1999. Cette migration forcée est d'une part la fuite des cerveaux et des travailleurs qualifiés principalement vers le Canada, les États-Unis, l'Australie et la Nouvelle-Zélande où ils sont restés, et d'autre part le départ des Roms serbes ou des paysans serbes sous-qualifiés vers l'Europe centrale et occidentale, où leur accueil a été problématique et qui ont en général été renvoyés dans le pays de départ ;
5. La cinquième vague, au XXIe siècle, est une émigration économique.

## Les Serbes en Serbie et dans la diaspora
En 2020, le gouvernement de Belgrade a déclaré que la diaspora serbe atteignait 6 millions de personnes dont 2 millions historiquement installés dans les pays ex-yougoslaves, et 5 millions émigrés hors de ceux-ci,. La Serbie a évalué précisément sa diaspora grâce au renouvellement des pièces d'identité (lična karta) lors mise en place de la carte d'identité biométrique au format « carte de crédit » selon les normes UE et US. La diaspora serbe, tant historique que démographique, est proportionnellement la plus importante d'Europe : en effet environ 40 % des Serbes vivent hors de Serbie. 
- Serbie : 8 537 395 (avec le Kosovo)
- Bosnie-Herzégovine : 1 450 000[5]
- Croatie : 200 000[5]
- Monténégro : 200 000[5]
- Slovénie : 65 000[5]
- Macédoine : 30 000[5]

Europe:
- Allemagne : 800 000[5]
- Autriche : 300 000[5]
- Suisse : 300 000, (71 260 non binationaux en 2015)[6]
- France : 120 000[5]
- Suède : 110 000[5]
- Royaume-Uni : 80 000[5]
- Italie : 70 000[5]
- Russie : 60 000[5]
- Benelux : 50 000
- Albanie : 30 000[5]
- Roumanie : 23 000[5]
- Turquie : 15 000[5]
- Grèce : 15 000[5]
- Hongrie : 10 000[5]
- Danemark : 10 000[5]
- République tchèque : 7 000[5]
- Espagne : 7 000[5]
- Chypre : 5 000
- Norvège : 5 000
- Slovaquie : 5 000[5]
- Malte : 3 000
- Irlande : 2 000
- Pologne : 22 000
- Finlande : 1 000[5]
- Biélorussie : 1 000
- Ukraine : 1 000[5]
- Portugal : 1 000[5]
- Islande : 500[5]

Amériques:
- États-Unis :  1 000 000[5]
- Canada : 250 000[5]
- Argentine : 7 000[5]
- Brésil : 6 000[5]
- Mexique : 1 000[5]
- Venezuela 1 000[5]

Océanie/Afrique:
- Australie : 130 000[5]
- Afrique du Sud : 25 000[5]
- Nouvelle-Zélande : 7 000[5]

Asie:
- Émirats arabes unis : 2 000
- Autres pays asiatiques : 2 000

## L'impact économique de la diaspora
En 2005, la diaspora serbe investit en Serbie, via des transferts, 2,4 milliards de dollars et 5,5 milliards de $ en 2009. Entre 2000 et 2010, la Diaspora a investi ou dépensé 43 milliards de $ en Serbie.
Classement par investissements de quelques pays de la diaspora serbe : 
1. Allemagne : 900 millions € en  2018[11] pour 800 000 serbes
2. Suisse : 380 millions € en 2016[12] pour 300 000 serbes
3. Autriche : 234 millions € en 2016[12] pour 300 000 serbes
4. France : 225 millions € en 2016[12],  pour 120 000 serbes proportionnellement les plus importants
5. Russie : 127 millions[13] en 2016, pour 60 000 serbes.
6. États-Unis : 123 millions[13]en 2016, pour 1 million de serbes.
7. Australie : 104 millions[13] en 2016, pour 130 000 serbes
8. Canada : 102 millions[13] en 2016.